# Atagema prea
Atagema prea är en snäckart som först beskrevs av Ev. Marcus och Er. Marcus 1967.  Atagema prea ingår i släktet Atagema och familjen Archidorididae. Inga underarter finns listade i Catalogue of Life.